# Zuzanna Mazurek
Zuzanna Mazurek (ur. 15 maja 1991 w Kraśniku) – polska pływaczka specjalizująca się w stylu grzbietowym, mistrzyni świata juniorów (2008), rekordzistka i mistrzyni Polski. Reprezentuje klub Fala Kraśnik - trener Grzegorz Mazurek.

## Kariera
Obecnie trenuje w Szkole Mistrzostwa Sportowego w Oświęcimiu pod okiem trenera Marka Dorywalskiego
Reprezentantka Polski na igrzyska olimpijskie w Pekinie w stylu grzbietowym. Jest dwukrotną mistrzynią Polski seniorów (2008) w wyścigu na 100 i 200 metrów stylem grzbietowym oraz dwukrotną mistrzynią Polski juniorów (2007).
Brązowa medalistka Mistrzostw Europy Juniorów na dystansie 200 m stylem grzbietowym Antwerpia 2007.
10 lipca 2008 zdobyła w Monterrey złoty medal mistrzostw świata juniorów poprawiając o 0,09 sekundy własny rekord Polski w wyścigu na 200 m stylem grzbietowym, uzyskując 2.12,56 min. oraz IV miejsce na 100 m stylem grzbietowym, poprawiając w półfinale rekord polski seniorów - 1.02,84. W wyścigu na 50 m stylem grzbietowym zajęła 5. miejsce z czasem 0:29,67, ustanawiając rekord Polski seniorów.
Podczas olimpiady w Pekinie ustanowiła nowe rekordy Polski:
- 10 sierpnia na 100 m stylem grzbietowym - 1.02,77, zajmując 36 lokatę.
- 14 sierpnia na 200 m stylem grzbietowym - 2.12,46, zajmując 21 lokatę.

## Najważniejsze osiągnięcia
- złoty medal Mistrzostw Świata Juniorów na dystansie 200 m stylem grzbietowym (2008)
- brązowy medal Mistrzostw Europy Juniorów na dystansie 200 m stylem grzbietowym (2007)
- złoty medal Mistrzostw Polski Seniorów na dystansie 100 i 200 m stylem grzbietowym (2008)
- złoty medal Mistrzostw Polski Juniorów na dystansie 100 i 200 m stylem grzbietowym (2007)
- rekord Polski na dystansie 100 m stylem grzbietowym - 1.02,77 (2008)
- rekord Polski na dystansie 200 m stylem grzbietowym - 2.12,46 (2008)